# Signe Berg
Signe Olga Elvira Berg, tidigare Larson, född 5 maj 1864 i Karlstorps församling, Jönköpings län, död 28 juni 1925 i Gränna stadsförsamling, Jönköpings län, var en svensk politiker. 

## Biografi
Signe Berg föddes 1864 på Flenshult i Karlstorps socken. Hon var dotter till sergeanten Ludvig Larson vid Smålands husarregemente och Mathilda Svensson. Berg var initiativtagare till bildandet av Mjölby kyrkokör 1902 och var medlem i den fram till 1915. Hon var även initiativtagare till Mjölby djurskyddsförening 1905 och var ordförande i den 1905–1919. År 1922 blev hon hedersledamot i Mjölby djurskyddsförening. Berg bildade även Förstamajblommans Mjölbykommitté och var från 1914 till 1921 ordförande i kommittén. År 1922 var berg initiativtagare till Föreningen Östergötlands barn lokalavdelning för Mjölby stad och Vifolka härad och var ordförande i den 1921–1922. Hon var även ordförande under några år i Sällskapet nytta och nöje i Mjölby, samt ordförande under fyra år i Mjölby jultomtar. Berg blev 1920 ledamot av kommunfullmäktige i Mjölby stad. Hon tilldelades 1918 Svenska Röda korsets silvermedalj. Berg avled 1925 i Gränna stadsförsamling.

### Familj
Berg gifte sig 1904 med postmästaren Knut Berg i Mjölby.